# Siarhiej Lisztwan
Siarhiej Mikałajewicz Lisztwan (biał. Сяргей Мікалаевіч Ліштван, ros. Сергей Николаевич Лиштван; ur. 5 listopada 1970) – białoruski zapaśnik walczący w stylu klasycznym. Trzykrotny olimpijczyk. Srebrny medalista z Atlanty 1996, dziewiąty w Sydney 2000 i dwunasty w Atenach 2004. Walczył w kategorii 96–100 kg.
Czwarty na mistrzostwach świata w 1994. Zdobył sześć medali na mistrzostwach Europy w latach 1996 - 2004, w tym trzy złote. Wygrał Igrzyska bałtyckie w 1997 roku.